# Sauerland Open 2023
Il Sauerland Open 2023, noto anche come Platzmann Open, è stato un torneo maschile di tennis professionistico giocato sulla terra rossa. È stata la 3ª edizione del torneo, facente parte della categoria Challenger 100 nell'ambito dell'ATP Challenger Tour 2023. Si è giocato al Lüdenscheider Tennis-Verein von 1899 di Lüdenscheid, in Germania, dal 31 luglio al 6 agosto 2023.

## Partecipanti

### Teste di serie
| Nazionalità | Giocatore           | Ranking* | Testa di serie |
| ----------- | ------------------- | -------- | -------------- |
| Ungheria    | Fábián Marozsán     | 87       | 1              |
| Spagna      | Pedro Martínez      | 130      | 2              |
| Francia     | Benoît Paire        | 131      | 3              |
| Kazakistan  | Timofej Skatov      | 136      | 4              |
| Germania    | Maximilian Marterer | 144      | 5              |
| Italia      | Raul Brancaccio     | 147      | 6              |
| Regno Unito | Jan Choinski        | 151      | 7              |
| Bolivia     | Hugo Dellien        | 164      | 8              |

* Ranking al 24 luglio 2023.

### Altri partecipanti
I seguenti giocatori hanno ricevuto una wild card per il tabellone principale:
- Liam Gavrielides
- Max Hans Rehberg
- Louis Wessels

Il seguente giocatore è entrato in tabellone come alternate:
- Henri Squire

I seguenti giocatori sono passati dalle qualificazioni:
- Duje Ajduković
- Georgii Kravchenko
- Tommaso Compagnucci
- Marcelo Zormann
- Marvin Möller
- Hazem Naw

## Punti e montepremi
| Torneo    | Torneo              | V      | F     | SF    | QF    | 2T    | 1T    | Q | Q2  | Q1  |
| Singolare | Punti               | 100    | 60    | 36    | 20    | 9     | 0     | 5 | 2   | 0   |
| Singolare | Premi in denaro (€) | 16,020 | 9,415 | 5,555 | 3,240 | 1,900 | 1,160 | – | 580 | 290 |
| Doppio    | Punti               | 100    | 60    | 36    | 20    | –     | 0     | – | –   | –   |
| Doppio    | Premi in denaro (€) | 6,845  | 4,050 | 2,400 | 1,420 | –     | 800   | – | –   | –   |

## Campioni

### Singolare
Duje Ajduković ha sconfitto in finale  Hugo Dellien con il punteggio di 7–5, 6–4.

### Doppio
Luca Margaroli /  Santiago Fa Rodríguez Taverna hanno sconfitto in finale  Jakob Schnaitter /  Kai Wehnelt con il punteggio di 7–6(4), 6–4.